# Archives de la radio allemande
Pour les articles homonymes, voir DRA.
Les Archives de la radio allemande (DRA) (litt. Deutsche Rundfunkarchiv, en allemand) sont une fondation d'utilité publique de droit civil, une institution commune à ARD et Deutschlandradio, située à Francfort-sur-le-Main et à Babelsberg. Les DRA disposent de riches collections de documents audio et vidéo, de documents écrits, de médias imprimés (livres, magazines, journaux) et de témoins matériels.
Les archives comprennent des parties essentielles et importantes de la tradition auditive et audiovisuelle en Allemagne. Les fonds de la DRA reflètent l'évolution de la radiodiffusion depuis ses débuts, mais aussi et surtout celle de l'ARD ainsi que de la radio et de la télévision de la RDA.

## Histoire
Le 11 novembre 1950, les directeurs des stations de radio de l'ARD s'accordent sur la création d'archives sonores communes. Sous le nom de Lautarchiv des Deutschen Rundfunks, le DRA est créé le 1er janvier 1952 avec son siège auprès du Hessischer Rundfunk, à Francfort-sur-le-Main ; en février 1953, il est approuvé en tant que fondation. En 1962, ses tâches ont été étendues à la documentation des productions télévisuelles. En collaboration avec le Studienkreis Rundfunk und Geschichte, la DRA publie depuis 1974 la revue spécialisée Rundfunk und Geschichte.
Après la chute du mur de Berlin, il reprend en 1992, d'abord à titre fiduciaire jusqu'en 1994, la gestion des fonds d'archives de la radio et de la télévision de la RDA et obtient un deuxième site à Berlin-Adlershof. De 1994 à 2002, il attribue la « bourse DRA pour la recherche sur l'histoire de la radio et des médias de la RDA » pour le compte de l'ARD.
Le 6 décembre 2000, le nouveau bâtiment est inauguré à Potsdam, la capitale du Land de Brandebourg. Sur le site de la radio Berlin-Brandenburg (rbb) dans la ville des médias de Babelsberg, le nouveau site remplace désormais le précédent à Berlin-Adlershof. En 2005, la DRA soutient la création d'une radio Internet pour les sons historiques originaux. En 2007, cette radio devient la radio d'archives du SWR.
Depuis le début des années 2010, la DRA subit une restructuration. En été 2011, les directeurs de l'ARD refusent de prolonger le contrat de travail du directeur de la DRA, Hans-Gerhard Stülb, et ont suivi la proposition du directeur de la HR, Helmut Reitze (président du conseil d'administration de la DRA), de n'occuper le poste de direction qu'à titre provisoire, « jusqu'à ce que le groupe de contrôle de l'ARD, dirigé par le conseiller juridique de la rbb Reinhart Binder, ait terminé son travail et que l'avenir de la DRA soit clarifié »,,.
Depuis octobre 2011, Michael Crone a d'abord dirigé le DRA par intérim pendant environ un an. Au début de l'année 2013, le juriste Bernd Hawlat reprend le poste de directeur et donc la direction des archives.
Le budget de la DRA reste presque inchangé depuis 2005, à 12 millions d'euros par an. Cela correspond à moins de 0 % des recettes de la redevance audiovisuelle en 2010. Trois retransmissions de matchs de football ont coûté à peu près autant que ce que le DRA consomme chaque année.

## Banque de données radio
Le DRA s'occupe de la rédaction de la base de données des pièces radiophoniques de l'ARD. La base de données contient des références aux pièces radiophoniques produites par l'ARD elle-même ou avec la participation de l'ARD, ou qui ont été diffusées pour la première fois par l'ARD.
La base de données des pièces radiophoniques sert également à documenter l'histoire des pièces radiophoniques allemandes. Sur la base des fonds de la DRA, la base de données contient également des données sur les pièces radiophoniques et les émissions historiques de la Reichsrundfunkgesellschaft (pour l'instant de l'époque de Weimar) ainsi que des données sur les pièces radiophoniques de la RDA.

## Autres services pour l'ARD
Jusqu'en 2010, le DRA assure la rédaction de l'ARD-Jahrbuch. Au printemps 2011, les archives annoncent qu'elles cesseraient de livrer leurs publications internes à l'ARD, DRA-Info et Jahrestage, pour des raisons de coûts. Les Jahrestag 2013 sont néanmoins publiés en novembre 2011. Ces cahiers contenaient des listes de points forts acoustiques et de contenu des archives à certaines occasions.
Jusqu'en 2019, l'offre ABC de l'ARD, qui est abandonnée par la suite, faisait également partie des tâches rédactionnelles des archives de la radio pour l'ARD. Les archives continuent de traiter de la chronique de l'ARD.
En coopération avec les autres archives de l'ARD, la DRA entretient depuis 2009, pour le travail documentaire interne des archives de la radiodiffusion, la base de données normative de l'ARD et collabore au développement et à l'entretien de l'ARD-Zeitlupe qui, en tant que base de données d'événements, aide les rédactions des stations de radiodiffusion, par exemple dans la recherche de thèmes. Dans le contexte de la coopération Zeitlupe, le Deutsches Rundfunkarchiv publie sur son site web un aperçu annuel des événements pour chaque année.

## Site web
En 2018, le DRA procède à un important redémarrage de son site web. En 2019, un nouveau portail thématique est également lancé avec des dossiers sur l'histoire de la radiodiffusion avec des exemples multimédias issus de ses propres collections.
Durant l'automne 2020, le DRA contribue en tant que partenaire de coopération à l'offre d'archives en ligne des radiodiffuseurs de l'ARD ARD Retro sous le thème principal Retro Spezial DDR, des vidéos numérisées issues de l'héritage de la Deutsche Fernsehfunk. L'offre de programmes télévisés de la RDA librement accessibles et disponibles en permanence dans la médiathèque de l'ARD est depuis en constante expansion. Au début, ce sont surtout des vidéos des débuts de la télévision (années 1950 et 1960) qui sont accessibles.